# George William Coventry (11e comte de Coventry)
Pour les articles homonymes, voir George Coventry.
George William Coventry, 11e comte de Coventry, né le 25 janvier 1934 et mort le 14 juin 2002 à Malaga, en Espagne, est un pair héréditaire britannique et un homme politique du Parti conservateur.

## Biographie
Il est le quatrième enfant et fils unique de George Coventry (10e comte de Coventry) (1900-1940) et Nesta Donne Philips (1903–1997). Il hérite du titre de comte de Coventry à l'âge de six ans, lorsque son père est tué au combat lors de la bataille de Wytschaete le 27 mai 1940.
Il fréquente l'école Stowe dans le Buckinghamshire et le Collège d'Eton. Il travaille comme courtier, créateur de mode, commerçant et directeur d'une compagnie pétrolière. Il soutient John Major, après avoir rejoint le Parti conservateur dans les années 1990. Il perd son siège à la Chambre des lords par la House of Lords Act 1999 et ne se présente pas pour l'un des sièges restants.

## Famille
Coventry se marie quatre fois:
- Il épouse Marie Medhart le 22 mars 1955, la fille de William Medhart[1]. Le couple divorce en 1963.
- Il épouse Ann Cripps le 5 décembre 1969 et divorce en 1975.
- Il épouse Valerie Ann Birch le 29 novembre 1980 et divorce en 1988.
- Enfin, il épouse Rachel Wynne Mason le 4 juillet 1992.

Il est décédé en juin 2002 à l'âge de 68 ans. Le titre passe à son cousin de 89 ans, Francis Coventry, 12e comte de Coventry (1912–2004), car son fils du premier mariage Edward Coventry, le vicomte Deerhurst est décédé en 1997.